# Latibulus argiolus
Latibulus argiolus ist ein Hautflügler aus der Familie der Schlupfwespen (Ichneumonidae). Die Art ist auch unter dem Synonym Endurus argiolus bekannt.

## Lebensweise
Die Art parasitiert unter anderem an der Gallischen Feldwespe (Polistes dominula). Sie lauert dabei in Nestnähe auf eine Gelegenheit zum Eindringen und legt dann innerhalb weniger Sekunden ein Ei in eine Zelle. Über die Lebensweise der Larven gibt es bisher keine Erkenntnisse. Die Verpuppung erfolgt in einem gelblichen Gespinst innerhalb der Zelle. Pro Jahr werden zwei Generationen gebildet: Die erste schlüpft im Sommer, während die zweite in einem braunen, widerstandsfähigen Kokon überwintert. Die Puppe der zweiten Generation ist durch ruckartige Bewegungen in der Lage, den Zelldeckel zu durchstoßen. Die zu Boden gefallene verpuppte Larve sucht dann durch Herumrollen eine Vertiefung und überwintert dort.